# Ritterella aequalisiphonis
Ritterella aequalisiphonis is een zakpijpensoort uit de familie van de Ritterellidae. De wetenschappelijke naam van de soort is voor het eerst geldig gepubliceerd in 1917 door Ritter & Forsyth.